# Indoleon tacitus
Indoleon tacitus là một loài côn trùng trong họ Myrmeleontidae thuộc bộ Neuroptera. Loài này được Walker miêu tả năm 1853.